# Klake, Kozje
Klake este o localitate din comuna Kozje, Slovenia, cu o populație de 35 de locuitori.